# Dipartimento di Saint-Louis
Il dipartimento di Saint-Louis (fr. Département de Saint-Louis) è un dipartimento del Senegal, appartenente alla regione di Saint-Louis. Il capoluogo è la città di Saint-Louis.
Il dipartimento si estende nella parte occidentale della regione, lungo la Grande Côte; è il più piccolo per superficie della regione ma il più densamente popolato vista la presenza della città di Saint-Louis.
Il dipartimento di Saint-Louis comprende 2 comuni (Saint-Louis e Mpal) e un solo arrondissement (Rao), a sua volta suddiviso in 3 comunità rurali.